# Escuela Técnica Superior de Ingenieros Aeronáuticos
La Escuela Técnica Superior de Ingenieros Aeronáuticos (ETSI Aeronáuticos o ETSIA, no confundir con ETSI Agrónomos) es un centro de educación superior español que pertenece a la Universidad Politécnica de Madrid. Expide el título oficial de Ingeniero Aeronáutico, así como doctorados y diversas maestrías. Hasta 2002 fue el único centro de toda España que expedía este título, pero entonces se empezó a impartir también en la Universidad de Sevilla, y posteriormente en la Universidad Politécnica de Cataluña y en la Universidad Politécnica de Valencia.
El centro está situado en dos edificios en la Plaza del Cardenal Cisneros, 3; en la Ciudad Universitaria de Madrid. Al lado de ellos se encuentra la Escuela Universitaria de Ingeniería Técnica Aeronáutica, con la que comparte biblioteca y cafetería; así como la Escuela Técnica Superior de Ingenieros Navales. 
Actualmente esta Escuela no admite alumnos de nuevo ingreso ya que se encuentra en proceso de extinción. Está prevista su disolución cuando concluya la extinción de los planes de estudio no adaptados al Espacio Europeo de Educación Superior. Será sustituida por la Escuela Técnica Superior de Ingeniería Aeronáutica y del Espacio (creada en 2009), un nuevo centro que impartirá exclusivamente grados y posgrados adaptados al Proceso de Bolonia y que absorberá las instalaciones y personal tanto de la ETSIA como de la EUITA.

## Historia
Los estudios de ingeniería aeronáutica en España datan de 1928, impulsados por entre otros el científico y aviador Emilio Herrera, cuando se creó la predecesora Escuela Superior Aerotécnica. Instalada entonces en un edificio cercano al aeródromo de Cuatro Vientos, la escuela venía a satisfacer la urgente necesidad de dotar a esta especialidad de la ingeniería de los profesionales más cualificados para las funciones que requería el creciente auge que experimentaban las primeras líneas aéreas españolas. 
Tras la guerra civil española en 1936 que finaliza en 1939, su actividad queda prácticamente relegada. Con el fin de la guerra se apropia el Ejército del Aire de España de la escuela renombrándola como Academia Militar de Ingenieros Aeronáuticos, dependiente del entonces Ministerio del Aire. En 1949 recupera su carácter civil originario bajo la denominación de Escuela Especial de Ingenieros Aeronáuticos, así como la facultad de otorgar el título de Ingeniero Aeronáutico, pasando a depender, como el resto de las ingenierías, del Ministerio de Educación de España.
En 1954 se le asigna su actual ubicación en la Ciudad Universitaria. La Ley de Ordenación de Enseñanzas Técnicas de 20 de julio de 1957 le da su denominación definitiva de Escuela Técnica Superior de Ingenieros Aeronáuticos (ETSIA) y en 1971 se adscribe a la Universidad Politécnica de Madrid. El primer curso académico en el que se impartieron las clases en el edificio actual fue el 1961-1962. 
El 18 de noviembre de 2005 se inaugura el nuevo edificio en el que se encuentran la biblioteca y el centro de cálculo. Durante los años 2008 y 2009 se amplió el edificio con un tercer piso más amplio que incluye un aula de navegación aérea y del centro de matemática aplicada a la aeronáutica. 
En la ETSIA vienen estudiando desde 1984, por término medio, unos 1700 alumnos (alcanzando 2.135 alumnos matriculados en el curso 2000-2001), la mitad de ellos en los dos primeros cursos. Sin embargo, no es el número de alumnos sino el de titulados, el que caracteriza la contribución de la Escuela a la sociedad. Este número oscila en torno a los 170 titulados por año, con un total de 4.204 titulaciones en el período comprendido entre 1954 y 2001 (correspondientes a cinco planes de estudios diferentes).
El último plan de estudios oficial de la ETSI Aeronáuticos para la expedición del título oficial de Ingeniero Aeronáutico es el aprobado según resolución de 10 de mayo de 2000 (B.O.E. de 02.06.2000) con una carga lectiva total de 397 créditos repartidos en 5 años académicos. Para la obtención del título es necesaria la entrega y defensa de un Proyecto/Trabajo Fin de Carrera.
Dentro del Marco Europeo de Cualificaciones para el Aprendizaje Permanente (European Qualifications Framework, EQF), el título de Ingeniero Aeronáutico se encasilla dentro del Nivel 7. Dentro del Marco Español de Cualificaciones para la Educación superior (MECES), el nivel correspondiente es el Nivel 3. Este nivel (EQF-7 y MECES-3) se corresponde al de "Máster" dentro del Espacio Europeo de Educación Superior. 
El título Español de "Ingeniero" (a veces mal llamado "Ingeniero Superior") es equivalente al de "Master of Science (MSc)" en su denominación inglesa y una posible traducción del título español de "Ingeniero Aeronáutico" sería "Master of Science in Aeronautical Engineering" o "Master of Science in Aerospace Engineering".
La formación de Ingeniero Aeronáutico es de índole generalista y abarca multitud de disciplinas ingenieriles, muchas de ellas no directamente relacionadas con el campo aeronáutico en concreto. El alumno no obstante escoge intensificación (que no especialización) en una de las cinco áreas siguientes en el transcurso de sus estudios:
- Aeronaves A1
- Vehículos Espaciales A2
- Propulsión B
- Navegación y Transporte Aéreos C1
- Aeropuertos. C2

Es de notar que de las 58 asignaturas que componen los estudios, 48 son comunes a todos los alumnos y 10 dependen de la intensificación escogida. El título (Ingeniero Aeronáutico) es genérico para todos los egresados de la escuela y no hace distinción al tipo de intensificación tomada.
Debido al carácter generalista del plan de estudios, el Ingeniero Aeronáutico es un profesional muy versátil capaz de desempeñar su función profesional en prácticamente todos los campos de la ingeniería.
El 23 de noviembre de 2018 celebración del 90 Aniversario de la titulación de Ingeniero Aeronáutico en España en el Centro Logístico de Armamento y de Experimentación del Ejército del Aire,CLAEX, Base Aérea de Torrejón.

## Órganos de Gobierno Unipersonales
- Director:
  - D. Miguel Ángel Gómez Tierno.
- Subdirector Jefe de Estudios:
  - D. Pablo Rodríguez de Francisco.
- Subdirector de Investigación, Doctorado y Posgrado:
  - D. Francisco Javier Sanz Recio.
- Subdirectora de Relaciones Exteriores:
  - D.ª Cristina Cuerno Rejado.
- Subdirector de Asuntos Económicos e Infraestructuras:
  - D. Francisco Javier Mancebo Cortés.
- Secretario Académico:
  - D. Emilio Navarro Arévalo.
- Adjunta a la Dirección para Extensión Universitaria y Alumnos:
  - D.ª Nuria Martín Piris.

## Departamentos
- Física Aplicada a la Ingeniería Aeronáutica
  - Director: D. Jesús Peláez Álvarez
- Fundamentos Matemáticos de la Tecnología Aeronáutica
  - Director: D. Carlos Vázquez Espí
- Infraestructura, Sistemas Aeroespaciales y Aeropuertos
  - Director: D. Francisco Javier Sáez Nieto
- Matemática Aplicada y Estadística
  - Director: D. José Olarrea Busto
- Materiales y Producción Aeroespacial
  - Director: D. Jesús Alfredo Güemes Gordo
- Motopropulsión y Termofluidodinámica
  - Director: D. José Juan Salvá Monfort
- Vehículos Aeroespaciales
  - Director: Pendiente de elección

Secciones departamentales
- Ingeniería de Organización, Administración de Empresas y Estadística
- Lingüística Aplicada a la Ciencia y a la Tecnología

## Cursos y asignaturas (plan 2000)

### Primer curso
| Primer semestre - ET - Economía General y del Transporte Aéreo (Troncal) - F I - Física General I (Troncal) - MG - Matemáticas Generales (Troncal) - AL - Álgebra Lineal (Obligatoria) | Segundo semestre - AVE - Aeronaves y Vehículos Espaciales (Troncal) - Q - Química (Troncal) - STR - Sistemas y Técnicas de Representación (Troncal) - CI - Cálculo Infinitesimal (Obligatoria) - F II - Física General II (Obligatoria) |

### Segundo curso
| Primer semestre - Ciencia de los materiales (Troncal) - Circuitos eléctricos (Troncal) - Ecuaciones diferenciales (Troncal) - Mecánica I (Troncal) - Termodinámica (Troncal) - Geometría diferencial (Obligatoria) - Informática (Optativa) | Segundo semestre - Elasticidad y resistencia de materiales (Troncal) - Ingeniería eléctrica (Troncal) - Métodos matemáticos I (Troncal) - Sistemas de propulsión (Troncal) - Cálculo numérico I (Obligatoria) - Mecánica II (Obligatoria) - Idioma técnico moderno (Optativa) |

### Tercer curso
| Primer semestre - Electrónica I (Troncal) - Mecánica de fluidos I (Troncal) - Métodos matemáticos II (Troncal) - Vibraciones (Troncal) - Mecánica de sólidos y teoría de estructuras (Obligatoria) - Mecánica analítica (Optativa A) - Termodinámica aplicada (Optativa B) - Física del estado sólido (Optativa C) | Segundo semestre - Aerodinámica I (Troncal) - Ingeniería aeroportuaria, edificación y equipos aeroportuarios (Troncal) - Cálculo numérico II (Obligatoria) - Electrónica II y ordenadores (Obligatoria) - Estadística aplicada (Obligatoria) - Mecánica de fluidos II (Optativa A y B) - Cartografía, geodesia y topografía (Optativa C) |

### Cuarto curso

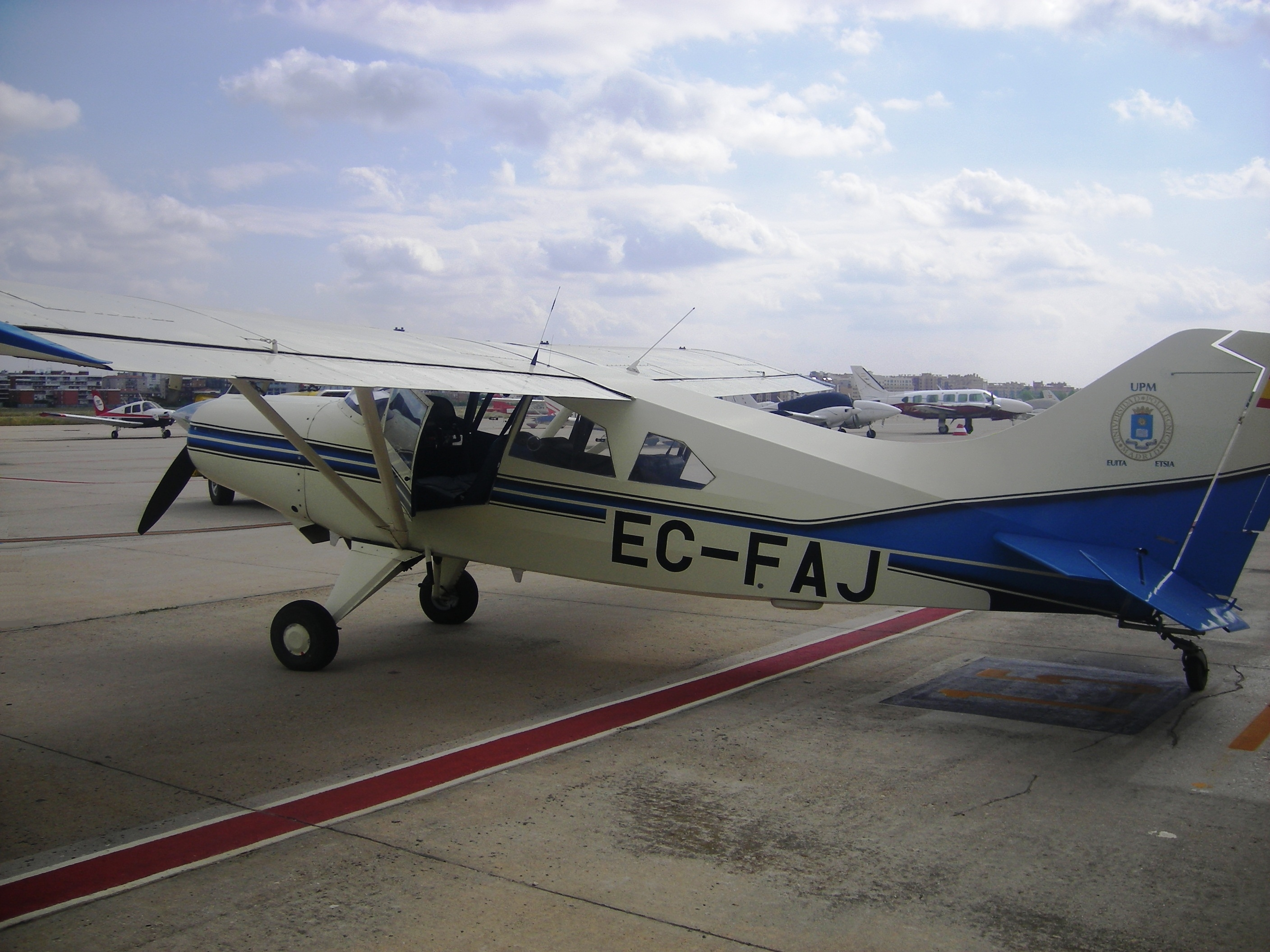
Avioneta Maule MX-7-180 de la escuela. En cuarto y quinto curso se realizaban las clases prácticas de Mecánica del Vuelo con ella hasta el año 2014. La UPM era la única universidad española que contaba con un avión en propiedad.

| Primer semestre - Estructuras aeronáuticas (Troncal) - Metalotecnia (Troncal) - Motores alternativos I (Troncal) - Sistemas de navegación y aviónica (Troncal) - Vehículos espaciales y misiles (Troncal) - Aerodinámica II (Optativa A1) - Aerodinámica, supersónica e hipersónica (Optativa A2) - Aerodinámica y aeroelasticidad (Optativa B) - Propagación de ondas electromagnéticas y comunicaciones (Optativa C1) - Geotecnia (Optativa C2) | Segundo semestre - Mecánica del vuelo I (Troncal) - Motores de reacción y turbinas de gas (Troncal) - Sistemas de producción I (Troncal) - Aleaciones para estructuras aeroespaciales (Optativa A1 y A2) - Aeroelasticidad (Optativa A1) - Instalaciones hidráulicas, neumáticas y térmicas del avión (Optativa A1) - Estructuras espaciales (Optativa A2) - Mecánica orbital y dinámica de actitud (Optativa A2) - Combustión y transporte de calor y masa (Optativa B) - Materiales estructurales para sistemas propulsivos (Optativa B) - Turbomáquinas (Optativa B) - Control (Optativa C1 y C2) - Navegación aérea I (Optativa C1 y C2) - Planificación y diseño de aeropuertos (Optativa C1 y C2) |

### Quinto curso
| Primer semestre - Cálculo de aviones (Troncal) - Helicópteros y aeronaves diversas I (Troncal) - Sistemas de producción II (Troncal) - Transporte aéreo (Troncal) - Diseño gráfico (Obligatoria) - Misiles II (Optativa A1 y A2) - Mecánica del vuelo II (Optativa A1) - Motores cohete (A2) (Optativa A2) - Motores cohete (B) (Optativa B) - Aerorreactores y turbinas de gas (Optativa B) - Instalaciones eléctricas (Optativa C1 y C2) - Radar y ayudas (Optativa C1) - Instalaciones aeroportuarias (Optativa C2) | Segundo semestre - Cálculo estructural. Método de los elementos finitos (Obligatoria) - Materiales compuestos (Obligatoria) - Organización y gestión de empresas (Obligatoria) - Diseño estructural de aviones (Optativa A1 y A2) - Helicópteros y aeronaves diversas II (Optativa A1) - Vehículos espaciales II (Optativa A2) - Diseño mecánico (Optativa B) - Motores alternativos II (Optativa B) - Explotación del transporte aéreo (Optativa C1) - Navegación aérea II (Optativa C1) - Construcción y gestión de aeropuertos (Optativa C2) - Estructuras de edificios aeroportuarios (Optativa C2) |

## Alumnos célebres
- Amable Liñán, autoridad mundial en el campo de la combustión; Premio Príncipe de Asturias de Investigación Científica y Técnica 1993.
- Pedro Duque, astronauta; Premio Príncipe de Asturias de Cooperación Internacional 1999, Ministro de Ciencia, Innovación y Universidades de España.
- Josep Borrell, exministro de Obras Públicas, Transportes y Medio Ambiente de España, expresidente del Parlamento Europeo. Ministro de Asuntos Exteriores, Unión Europea y Cooperación de España
- Manuel Jalón Corominas, inventor del escurridor de fregonas y de la jeringuilla desechable.
- Manuel Prieto Alberca, autoridad en el campo de la geometría aplicada al ámbito de la ingeniería.
- Fernando Alonso Fernández, presidente del grupo Airbus en España. Formó parte de la tripulación del primer vuelo realizado por el Airbus A380 y el A350.
- Alejandro F. Ibrahim Perera, primer director general del Aeropuerto Internacional de Teruel, el mayor centro de estacionamiento y mantenimiento de grandes aeronaves de Europa[6] y Presidente del Clúster Aeroespacial de Aragón, AERA[7]